# Physoderma alfalfae
Physoderma alfalfae är en svampart som först beskrevs av Pat. & Lagerh., och fick sitt nu gällande namn av Karling 1950. Physoderma alfalfae ingår i släktet Physoderma och familjen Physodermataceae.   Inga underarter finns listade i Catalogue of Life.